# Stockholm Open 2008
If...Stockholm Open 2008 var en tennisturnering som spelades mellan 6 och 12 oktober (kvalturneringen startade 4 oktober). Turneringen spelas inomhus i Kungliga Tennishallen på hardcourt och den största stjärnan skulle bli schweizaren Roger Federer. Federer meddelade dock den 1 oktober, fem dagar före turneringens början, att han drar sig ur Stockholm Open. Anledningen var att han hade haft ett besvärligt år, på grund av sin körtelfeber i början på året. Därför gjorde han ett uppehåll med tennisen under hösten. 

## Mästare

### Singel
David Nalbandian besegrade  Robin Söderling, 6-2, 5-7, 6-3

### Dubbel
Jonas Björkman /  Kevin Ullyett besegrade  Johan Brunström /  Michael Ryderstedt, 6-1, 6-3.